# Unbroken (Maria Olafs-dal)
Az Unbroken (magyarul: Töretlen) az izlandi Maria Olafs dala, mellyel Izlandot képviselte a 2015-ös Eurovíziós Dalfesztiválon, Bécsben. A dal a RÚV által szervezett nemzeti döntőben, a Söngvakeppninben nyerte el az eurovíziós indulás jogát 2015. február 14-én. A dalt Ásgeir Orri Ásgeirsson, Pálmi Ragnar Ásgeirsson és Sæþór Kristjánsson szerezte.

## Eurovíziós Dalfesztivál
A dalt az Eurovíziós Dalfesztiválon a május 21-i második elődöntőben adta elő, fellépési sorrendben tizenkettedikként az Azerbajdzsánt képviselő Elnur Huseynov Hour of the Wolf című dala után, és a Svédországot képviselő Måns Zelmerlöw Heroes című dala előtt. Az elődöntőben a tizenötödik helyen végzett, így nem jutott tovább a május 23-i döntőbe.
Az előadó mellett öt háttérénekes is részt vett a produkcióban, köztük volt Hera Björk is, aki korábban 2010-ben-ben képviselte Izlandot a dalfesztiválon.
A következő izlandi induló Greta Salóme Hear Them Calling című dala volt a 2016-os Eurovíziós Dalfesztiválon.